# Vjačeslava Novgorodská
Vjačeslava Novgorodská (rusky Вячеслава новгородская, polsky Wierzchosława Nowogrodzka; 1125? – 15. března 1162?) byla princezna Kyjevské Rusi, manželka Boleslava IV. Kadeřavého a od roku 1146 polská kněžna. Byla dcerou sv. Vševoloda z rodu Rurikovců.

## Život
Vjačeslava byla jedinou dcerou svých rodičů a měla dva bratry, Ivana a Vladimíra, z nichž se ani jeden neoženil a nezanechal potomky. Okolo roku 1137 se provdala za Boleslava, syna polského knížete, přičemž za svatbou zřejmě stála Boleslavova matka Salomena z Bergu, která chtěla vytvořit s Rusí alianci proti svému nevlastnímu synovi, pozdějšímu Vladislavovi II. Vyhnanci. V roce 1138 zemřel Boleslav III. Křivoústý a ve své závěti své území rozdělil mezi své syny. Manžel Vjačeslavy získal Mazovsko a stal se Boleslavem IV.
V roce 1146 se Boleslav IV. stal polským knížetem a Vjačeslava jeho kněžnou. Podle téměř všech známých zdrojů Vjačeslava porodila své první dítě až po téměř dvaceti letech manželství, v roce 1156. Byl to syn pojmenovaný po otci a dědovi Boleslav. Před rokem 1160 porodila druhé dítě, dceru. Starší literatura uvádí, že druhý syn Boleslava IV. Lešek Mazovský se narodil z jeho druhého manželství. To se však ukázalo jako nesprávný předpoklad, protože byly nalezeny mince, na kterých se Lešek nazývá synem Anastázie (což byl zřejmě ekvivalent jména Vjačeslava).
Kněžna zřejmě zemřela během šedesátých let 12. století, protože v roce 1167 už byl Boleslav IV. ženatý se svou druhou manželkou Marii. Pravděpodobně je pohřbena vedle svého manžela v katedrále v Płocku.
Po smrti Vjačeslavy její manžel věnoval cisterciáckému klášteru evangeliář vázaný ve stříbře, který je známý jako Evangeliář kněžny Anastázie. Anastázie byl zřejmě latinský nebo řecký ekvivalent jejího jména, jak tvrdí kronikář Jan Długosz.
Princ Boleslav zemřel v šestnácti letech v roce 1172 a jeho otce to prý zdrtilo. Kníže Boleslav zemřel o rok později, v roce 1173, a Mazovsko zanechal zhruba jedenáctiletému mladšímu synovi Leškovi.